# انتخابات الجمعيات الشعبية في غرب أوكرانيا وغرب بيلاروسيا

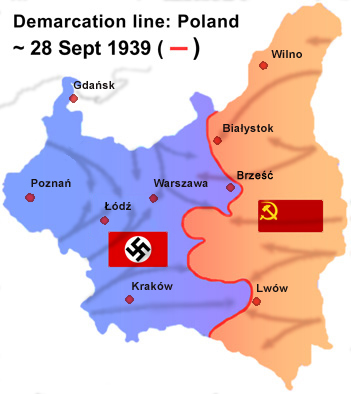
حدود مؤقتة تم إنشاؤها بواسطة تقدم القوات الألمانية والسوفيتية. وتم تعديل الحدود قريبا بعد الاتفاقيات الدبلوماسية.

كانت انتخابات الجمعيات الشعبية في غرب أوكرانيا وغرب بيلاروسيا، التي جرت في 22 أكتوبر 1939، محاولة لإضفاء الشرعية على ضم الأراضي الشرقية للجمهورية البولندية الثانية من قبل الاتحاد السوفيتي في أعقاب الغزو السوفييتي لبولندا في 17 سبتمبر وفقًا للبروتوكول السري لاتفاق مولوتوف-ريبنتروب. بعد شهر واحد فقط من احتلال الجيش الأحمر لهذه الأراضي، قامت الشرطة السرية والجيش السوفييتي بقيادة مسؤولي الحزب بتنظيم الانتخابات المحلية في جو من الإرهاب الحكومي.  لقد تم تزوير الاستفتاء. وقد تم ترقيم مظاريف الاقتراع، وفي كثير من الأحيان تم تسليمها مغلقة مسبقاً. كان المرشحون غير معروفين لمواطني دوائرهم الانتخابية الذين تم إحضارهم إلى مراكز الاقتراع بواسطة الميليشيات المسلحة.  وكانت النتائج بمثابة الشرعية الرسمية للاستيلاء السوفييتي على ما يعرف اليوم بغرب بيلاروسيا وغرب أوكرانيا.  ونتيجة لذلك، صوتت كلتا الجمعيتين لصالح دمج جميع المقاطعات البولندية السابقة في الاتحاد السوفييتي. 

## خلفية
في 17 سبتمبر 1939، غزا الجيش الأحمر شرق بولندا، في مواجهة مقاومة ضعيفة من وحدات فيلق الدفاع الحدودي المنتشرة على طول الحدود. تحرك السوفييت بسرعة غربًا، نحو خط تقسيم بولندا، الذي تم إنشاؤه في وقت سابق، أثناء المفاوضات السوفييتية النازية. بعد الغزو، وجدت الجمهورية البولندية الثانية والاتحاد السوفييتي نفسيهما في حالة حرب فعلية مع بعضهما البعض، واستغلت السلطات السوفييتية الوضع لإجراء تغييرات دائمة في النظام القانوني للأراضي المحتلة. إن أنشطتهم تنتهك المادة 43 من اتفاقية لاهاي لعام 1907، والتي تنص على: "إذا انتقلت سلطة القوة الشرعية فعلياً إلى أيدي المحتل، فإن هذا الأخير يتخذ كل التدابير التي في وسعه لاستعادة وضمان النظام العام والأمن قدر الإمكان، مع احترام القوانين المعمول بها في البلاد ما لم يكن هناك ما يمنع ذلك بشكل مطلق".
بمجرد احتلال السوفييت للمناطق البولندية، بدأوا في تنظيم الحكومات المحلية ووحدات التقسيم الإداري، التي كانت حدودها تتوافق تقريبًا مع حدود المحافظات بين الحربين العالميتين. كانت السلطات المؤقتة مكونة من عملاء مفوضية الشعب للشؤون الداخلية، وضباط الجيش الأحمر، والعمال المحليين، والمثقفين اليساريين. وكانت مهمتهم تنظيم ما يسمى حرس العمال في المراكز البلدية، ولجان المزارعين، التي كانت تستعد للإصلاح الزراعي. وبعد فترة وجيزة، تم استبدال هذه السلطات المؤقتة بإدارة على الطراز السوفييتي ولجان الحزب الشيوعي في الاتحاد السوفييتي. كما تولت أجهزة الأمن السوفييتية المهام العسكرية.
بعد توقيع معاهدة الحدود الألمانية السوفيتية (28 سبتمبر 1939)، والتي أنشأت الحدود المتبادلة على طول نهر بوك، قرر المكتب السياسي للجنة المركزية للحزب الشيوعي للاتحاد السوفييتي في 1 أكتوبر 1939، أنه يجب دعوة الجمعيات الشعبية لغرب أوكرانيا وغرب بيلاروسيا إلى الانعقاد في لفوف (بالنسبة لغرب أوكرانيا)، وبياستوك (بالنسبة لغرب بيلاروسيا). وكانت مهمة هذه الهيئات هي حث موسكو على ضم الأرض إلى الاتحاد السوفييتي. علاوة على ذلك، تم التخطيط لإنشاء جمعية شعبية في بولندا، للمناطق المحيطة بلوبلين، وسيدلس، ولومزا، والتي كان من المقرر أن يتم ضمها إلى السوفييت.  ومع ذلك، بعد بعض التغييرات في الميثاق النازي السوفيتي، احتلت ألمانيا النازية تلك المناطق.

## الانتخابات

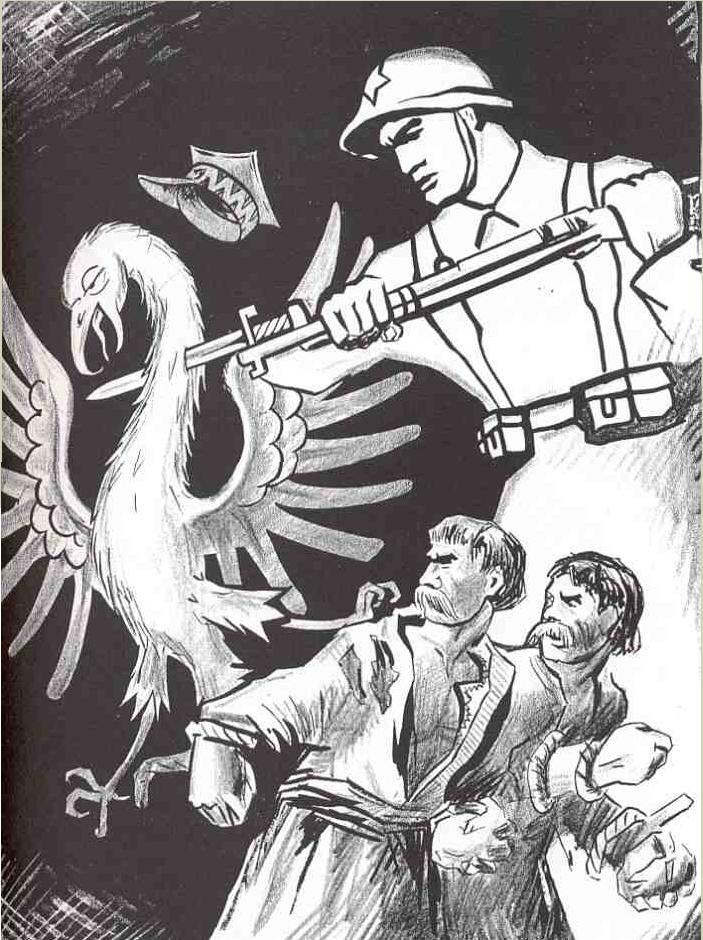
ملصق دعائي سوفيتي؛ مقتل النسر البولندي في الشرق

بدأت الحملة الانتخابية في 7 أكتوبر 1939، وأشرفت عليها منذ البداية قوات مفوضية الشعب للشؤون الداخلية. وقد جرت الحملة نفسها في جو من الإرهاب الحكومي، مع اعتقالات جماعية، وتواجد عناصر من جهاز الأمن السوفييتي بزيهم الرسمي في جميع مراكز الاقتراع.  وقد تم تعيين جميع المرشحين من قبل لجان العمال والفلاحين المحلية التابعة للحزب بناء على تعليمات من موسكو. ولم يكن من الممكن التصويت لأي شخص آخر. انتشرت اللافتات والملصقات السوفييتية في كل مكان، وتجمع الناس للاستماع إلى شعارات الدعاية، وكثيراً ما قيل للمواطنين أنه إذا لم يشاركوا، فسوف يتم طردهم واعتقالهم وحتى إرسالهم إلى سيبيريا. وكانت الاجتماعات الانتخابية قصيرة جدًا. وطُلب من المشاركين تحديد "من يعارض" المرشح المقترح؛ ولم يرفع الأشخاص الخائفون أيديهم، ثم أُغلق الاجتماع.  في 11 أكتوبر/تشرين الأول، أشارت الدعاية السوفييتية في مقال نُشر في صحيفة برافدا إلى القضايا التي يتعين على جمعية غرب أوكرانيا حلها. كانت هذه الإجراءات: تأسيس السلطة السوفيتية، وتوحيد غرب أوكرانيا مع أوكرانيا السوفيتية، ومصادرة العقارات، وتأميم البنوك والممتلكات الصناعية.  كانت هناك حالات حاول فيها الشيوعيون البولنديون المحليون، وخاصة في غرب بيلاروسيا، تعيين مرشحين خاصين بهم، لكن مسؤولي الحزب رفضوا هذه المحاولات على الفور.
وصف المؤرخ رافال ونوك، مؤلف كتاب "خلال السوفييت الأول"،  الانتخابات في مدينة لفوف. وبحسب بحثه، في يوم الانتخابات، غمرت المدينة ملصقات الدعاية السوفييتية. وفي مراكز الاقتراع، تمكن السكان من شراء المشروبات الكحولية والأطعمة التي لا تتوفر في الأسواق. وفي بعض الحالات، تم جلب الناس بالقوة. وكما يذكر برونيسلافا ستاتشوفيتش من لفيف:
لقد أجبرت على التصويت، وتم إخراجي من منزلنا مرتديًا نعالاً ورداء حمام فقط. وقد رافقني اثنان من رجال الميليشيات وعميل من جهاز الأمن السوفييتي، الذي لم يسمح لي بارتداء معطفي. كما أُجبرت والدتي وأخي وأختي على التصويت.
وفي جميع مراكز الاقتراع، كان هناك أفراد من الميليشيات أو الجنود يرتدون الزي الرسمي، وكان يتم التحقق من الأسماء في قائمة. لقد تم مراقبة التصويت إلى درجة أنه في بعض الأماكن تم إعطاء الناس مظاريف مغلقة بالفعل، وطلب منهم وضعها في الصندوق.  وقد تم تقديم الحملة والانتخابات باعتبارهما "عيدًا عظيمًا للشعب المحرر". كتبت صحيفة "فولنا لومشا" (حرروا لومشا) الصادرة باللغة البولندية في الثاني والعشرين من أكتوبر/تشرين الأول أن "جماهير غرب بيلاروسيا التي قمعها الأسياد البولنديون كانت تنتظر هذا اليوم [22 أكتوبر/تشرين الأول] لمدة عشرين عامًا تقريبًا". وكتبت صحيفة أخرى تدعى "نووي زيسي" (الحياة الجديدة): "لم يسبق للأمة من قبل أن تمتعت بمثل هذا القدر من الحرية كما هو الحال الآن، بفضل الجيش الأحمر".
وتظهر نتائج الانتخابات كفاءة الدولة الستالينية. وفقًا للبيانات الرسمية، شارك في الانتخابات في غرب أوكرانيا 93% من الناخبين،  وفي غرب بيلاروسيا 96%.  حصل مرشحو الحزب على أكثر من 90% من الأصوات الشعبية. ولكن في بعض الدوائر الانتخابية (11 في أوكرانيا، و2 في بيلاروسيا)، كان المرشحون غير محبوبين إلى درجة أنهم حصلوا على أقل من نصف الأصوات، وكان من الضروري تنظيم انتخابات ثانية. وكان من بين المؤهلين للتصويت جنود من الجيش الأحمر، الذين غزوا هذه المقاطعات قبل خمسة أسابيع فقط. وقد أشار المؤرخون البولنديون إلى بعض حالات العصيان المدني، التي حدثت على الرغم من انتشار الإرهاب على نطاق واسع. في بياليستوك، كان الناس يضعون بطاقات تحمل شعارات مثل "تحيا بولندا، بياليستوك ليست بيلاروسيا". وفي غرودنا، كتبت على الجدران شعارات تقول: "يسقط البلاشفة، تحيا بولندا"، وفي بينسك، وزع طلاب المدارس الثانوية منشورات تقول: "تحيا بولندا، يسقط الشيوعيون".

## مجالس الشعب في غرب أوكرانيا وغرب بيلاروسيا
شكل النواب، المنتخبون في انتخابات مزورة، هيئتين تشريعيتين - مجلس الشعب لغرب أوكرانيا، ومجلس الشعب لغرب بيلاروسيا في 22 أكتوبر 1939، أيّ بعد أقل من أسبوعين من الغزو. وقد انعقدت اجتماعات هذه الهيئات في الفترة من 26 إلى 28 أكتوبر/تشرين الأول 1939 في لفوف، وفي الفترة من 28 إلى 30 أكتوبر/تشرين الأول في بياليستوك على التوالي. افتتح اجتماع لفيف أستاذ علم اللغة الأوكراني كيريلو ستادينسكي، وافتتح اجتماع بياليستوك الفلاح البيلاروسي ستسيابان ستروه. من بين 926 عضوًا في مجلس الشعب في غرب بيلاروسيا، كان هناك 621 بيلاروسياً، و127 بولنديًا، و72 يهوديًا، و43 روسيًا، و53 أوكرانيًا، و10 من جنسيات أخرى.  كان عدد أعضاء الجمعية الشعبية لغرب أوكرانيا 1482 عضوًا، ولم يشكل البولنديون سوى 3% منهم. وقد دعمت كلتا الهيئتين إقامة الحكم السوفييتي على الأراضي المحتلة، وأصدرتا طلبات رسمية إلى المجلس الأعلى، تطلبان منه الإذن بالانضمام إلى جمهورية بيلاروسيا الاشتراكية السوفيتية وجمهورية أوكرانيا الاشتراكية السوفيتية القائمتين بالفعل. ومع ذلك، لم يكن التصويت على التوحيد في الجمعية الشعبية لغرب بيلاروسيا ناجحًا تمامًا خلال المحاولة الأولى لأن 10 ليتوانيين، الذين انتُخبوا للجمعية الشعبية لغرب بيلاروسيا، صوتوا في البداية ضد توحيد غرب بيلاروسيا مع شرق بيلاروسيا وأوضحوا أنهم بدلاً من ذلك أرادوا الاتحاد مع ليتوانيا، وبالتالي كان لا بد من تكرار التصويت، وقد مر التصويت في النهاية.  كما تمت مصادرة جميع العقارات المملوكة لأصحاب الأراضي والكنائس ومسؤولي الدولة (بما في ذلك المباني والحيوانات) دون تعويض. تم تأميم البنوك والمصانع الكبرى، وتم تحديد يوم 17 سبتمبر كعطلة رسمية. استندت اجتماعات كلتا الجمعيتين إلى انتقاد بولندا في فترة ما بين الحربين العالميتين، ووصفت "السياسات الإبادة التي انتهجها المحتلون البولنديون البيض ومصاصو الدماء وملاك الأراضي"، الذين قمعوا "الجماهير الأوكرانية والبيلاروسية".  كتبت الجمعية الشعبية لغرب أوكرانيا رسالة رسمية، وأرسلتها إلى الجمعية البيلاروسية. ومن بين ما جاء في البيان: "كنا إخوة في الأسر والنضال ضد السادة البولنديين. والآن أصبحنا إخوة في الحرية والسعادة. لقد جاء الجيش الأحمر العظيم، تلبية لرغبات الأمم السوفييتية العظيمة، إلى هنا وعلى مدى قرون حررنا، نحن سكان غرب أوكرانيا وغرب بيلاروسيا، من قمع ملاك الأراضي والرأسماليين البولنديين". 
في الأول من نوفمبر/تشرين الثاني، وافق المجلس الأعلى على ضم غرب أوكرانيا، وفي اليوم التالي غرب بيلاروسيا. في 14 نوفمبر/تشرين الثاني، ضم المجلس الأعلى لجمهورية بيلاروسيا الاشتراكية السوفيتية في مينسك رسميًا الأراضي السابقة في شمال شرق بولندا، باستثناء منطقة فيلنيوس، التي استولت عليها ليتوانيا. في 15 نوفمبر، قام المجلس الأعلى لجمهورية أوكرانيا الاشتراكية السوفيتية في كييف بضم جنوب شرق بولندا السابقة. في 29 نوفمبر/تشرين الثاني، أصدر المجلس الأعلى مرسوماً أصبح بموجبه جميع سكان بولندا المقيمين في غرب أوكرانيا وغرب بيلاروسيا مواطنين في الاتحاد السوفييتي. كان لهذا القرار عواقب بعيدة المدى، لأنه الآن أصبح لدى جهاز الأمن السوفييتي أسباب قانونية لاعتقال أعضاء الأحزاب السياسية البولندية قبل الحرب، واتهامهم بالنشاط المناهض للسوفييت بأثر رجعي.  علاوة على ذلك، أدى مرسوم المجلس الأعلى إلى تجنيد أعداد كبيرة من الأشخاص في الجيش الأحمر. ويقدر المؤرخ البولندي رافال ونوك أن 210 آلاف من سكان شرق بولندا السابقين، الذين ولدوا في أعوام 1917 و1918 و1919، انتهى بهم الأمر في الجيش الأحمر.  بعد الضم الرسمي لأوكرانيا الغربية وبيلاروسيا الغربية، تم حل كلتا الجمعيتين.